# Daria Korczyńska

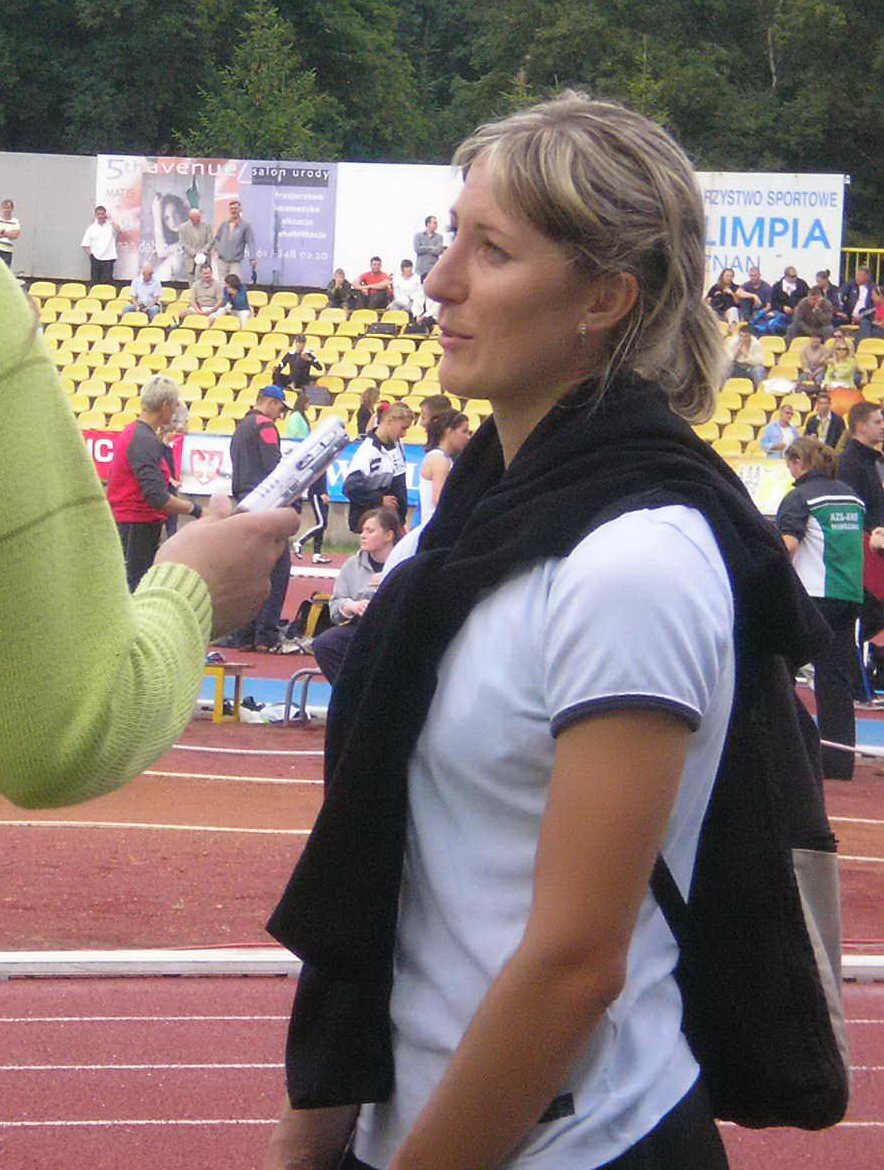
Daria Korczyńska podczas mistrzostw Polski seniorów w Poznaniu (2007)

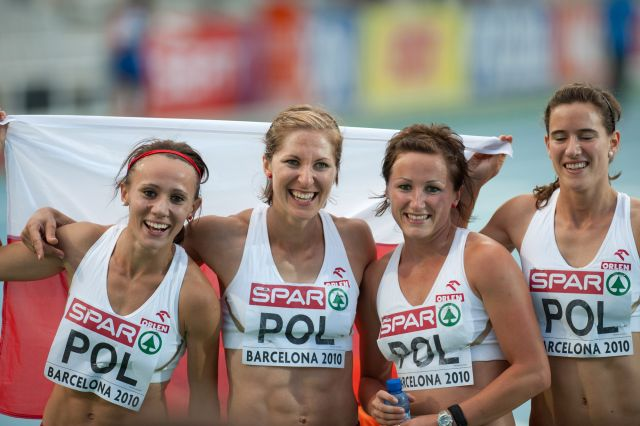
Daria Korczyńska (druga od lewej) wraz z koleżankami z reprezentacyjnej sztafety podczas mistrzostw Europy w Barcelonie (2010)

Daria Onyśko-Korczyńska (ur. 30 lipca 1981 w Kołobrzegu) – polska lekkoatletka, specjalizująca się w biegach sprinterskich.
Pochodząca z Ustronia Morskiego zawodniczka jest wychowanką Sztormu Kołobrzeg, w barwach którego osiągała pierwsze sukcesy na arenie krajowej. Stawała na podium młodzieżowych mistrzostw Europy oraz halowego czempionatu Starego Kontynentu. Jest brązową medalistką mistrzostw Europy oraz rekordzistką Polski w biegu sztafetowym 4 × 100 metrów. Jest żołnierzem Wojska Polskiego w stopniu majora.

## Kariera
Kształcąc się w kołobrzeskim liceum im. Mikołaja Kopernika sprinterka reprezentowała barwy miejscowego Sztormu. W 2000 roku przeniosła się do Poznania i podjęła studia na tamtejszej Akademii Wychowania Fizycznego. W 2002 wystąpiła w reprezentacyjnej sztafecie 4 × 100 metrów, która zajęła siódmą lokatę podczas mistrzostw Europy w Monachium. Sukcesy odniosła w 2003 roku, kiedy zdobyła dwa srebrne medale (w biegu na 100 metrów oraz sztafecie 4 × 100 m) podczas młodzieżowych mistrzostw Europy. Finalistka mistrzostw świata w 2005 roku w biegu rozstawnym 4 × 100 metrów. W sezonie 2006 uplasowała się na ósmym miejscu w biegu na 100 metrów podczas mistrzostw Europy oraz startowała w pucharze świata. Brązowa medalistka halowych mistrzostw Europy w biegu na 60 metrów z 2007 roku. W tym samym sezonie na eliminacjach zakończyła udział w rywalizacji stumetrówek na mistrzostwach globu. W czasie czempionatu w Osace wraz z koleżankami ze sztafety była ósma w finale. Dwa razy stawała na podium igrzysk wojska jesienią 2007 roku w Indiach (złoto na 200 metrów oraz brąz na 100 metrów). Od 2008 roku sprinterka jest zawodniczką Śląska Wrocław. Uczestniczka igrzysk olimpijskim w Pekinie (2008). Podczas tej imprezy w eliminacjach miała trzeci wynik spośród wszystkich startujących sprinterek (11,22), jednak w ćwierćfinale pobiegła nieco wolniej (11,41) i odpadła z dalszej rywalizacji. Wystąpiła również podczas igrzysk pekińskich w sztafecie 4 × 100 m – w finale Polki zostały zdyskwalifikowane za przekroczenie strefy zmian. Na mistrzostwach Europy wraz z Mariką Popowicz, Martą Jeschke i Weroniką Wedler zdobyła brązowy medal w biegu rozstawnym 4 × 100 metrów poprawiając 25-letni rekord Polski. Rok później na mistrzostwa Polski seniorów doznała kontuzji, która uniemożliwiła jej start podczas mistrzostw świata w Taegu. Wielokrotnie reprezentowała Polskę w pucharze Europy oraz drużynowym czempionacie Starego Kontynentu.
Ma w dorobku siedem tytułów mistrzyni Polski seniorek w biegu na 100 metrów (Bielsko-Biała 2003, Bydgoszcz 2004, Biała Podlaska 2005, Bydgoszcz 2006, Poznań 2007, Szczecin 2008 oraz Bielsko-Biała 2012). Pięć razy w karierze zwyciężała w sprincie na 60 metrów podczas halowego czempionatu Polski (Spała 2003, Spała 2005, Spała 2007, Spała 2008 oraz Spała 2012). Stawała na podium mistrzostw Polski w kategorii młodzików, juniorów i młodzieżowców. Jej rekordy życiowe w biegu na 100 metrów oraz 200 metrów to odpowiednio siódmy i czternasty rezultat w historii polskiej lekkoatletyki.
W 2010 odznaczona Brązowym Krzyżem Zasługi.

## Osiągnięcia
| Rok  | Impreza                                 | Miejsce        | Konkurencja        | Lokata      | Wynik |
| ---- | --------------------------------------- | -------------- | ------------------ | ----------- | ----- |
| 2002 | Mistrzostwa Europy                      | Monachium      | sztafeta 4 × 100 m | 7. miejsce  | 43,96 |
| 2003 | Halowy puchar Europy                    | Lipsk          | bieg na 60 m       | 7. miejsce  | 7,48  |
| 2003 | Młodzieżowe mistrzostwa Europy          | Bydgoszcz      | bieg na 100 m      | 2. miejsce  | 11,46 |
| 2003 | Młodzieżowe mistrzostwa Europy          | Bydgoszcz      | sztafeta 4 × 100 m | 2. miejsce  | 44,51 |
| 2004 | Superliga pucharu Europy                | Bydgoszcz      | bieg na 100 m      | 7. miejsce  | 11,75 |
| 2005 | Halowe mistrzostwa Europy               | Madryt         | bieg na 60 m       | półfinał    | 7,35  |
| 2005 | Superliga pucharu Europy                | Florencja      | bieg na 100 m      | 8. miejsce  | 11,64 |
| 2005 | Superliga pucharu Europy                | Florencja      | sztafeta 4 × 100 m | 4. miejsce  | 43,85 |
| 2005 | Mistrzostwa świata                      | Helsinki       | sztafeta 4 × 100 m | 8. miejsce  | 43,49 |
| 2006 | Superliga pucharu Europy                | Malaga         | bieg na 100 m      | 8. miejsce  | 11,53 |
| 2006 | Superliga pucharu Europy                | Malaga         | sztafeta 4 × 100 m | 6. miejsce  | 44,90 |
| 2006 | Mistrzostwa Europy                      | Göteborg       | bieg na 100 m      | 8. miejsce  | 11,43 |
| 2006 | Mistrzostwa Europy                      | Göteborg       | sztafeta 4 × 100 m | eliminacje  | 44,27 |
| 2006 | Puchar świata                           | Ateny          | bieg na 100 m      | 9. miejsce  | 11,49 |
| 2006 | Puchar świata                           | Ateny          | sztafeta 4 × 100 m | 4. miejsce  | 43,91 |
| 2007 | Halowe mistrzostwa Europy               | Birmingham     | bieg na 60 m       | 3. miejsce  | 7,20  |
| 2007 | Superliga pucharu Europy                | Monachium      | bieg na 100 m      | 7. miejsce  | 11,53 |
| 2007 | Superliga pucharu Europy                | Monachium      | sztafeta 4 × 100 m | 6. miejsce  | 43,53 |
| 2007 | Mistrzostwa świata                      | Osaka          | bieg na 100 m      | ćwierćfinał | 11,44 |
| 2007 | Mistrzostwa świata                      | Osaka          | sztafeta 4 × 100 m | 8. miejsce  | 43,57 |
| 2007 | Światowe igrzyska wojskowe              | Hajdarabad     | bieg na 100 m      | 3. miejsce  | 11,54 |
| 2007 | Światowe igrzyska wojskowe              | Hajdarabad     | bieg na 200 m      | 1. miejsce  | 23,44 |
| 2008 | Superliga pucharu Europy                | Annecy         | bieg na 100 m      | 7. miejsce  | 11,39 |
| 2008 | Superliga pucharu Europy                | Annecy         | sztafeta 4 × 100 m | 6. miejsce  | 43,53 |
| 2008 | Igrzyska olimpijskie                    | Pekin          | bieg na 100 m      | ćwierćfinał | 11,41 |
| 2008 | Igrzyska olimpijskie                    | Pekin          | sztafeta 4 × 100 m | eliminacje  | 43,47 |
| 2010 | Superliga drużynowych mistrzostw Europy | Bergen         | bieg na 100 m      | 9. miejsce  | 11,51 |
| 2010 | Superliga drużynowych mistrzostw Europy | Bergen         | sztafeta 4 × 100 m | 6. miejsce  | 43,97 |
| 2010 | Mistrzostwa Europy                      | Barcelona      | sztafeta 4 × 100 m | 3. miejsce  | 42,68 |
| 2011 | Światowe igrzyska wojskowe              | Rio de Janeiro | sztafeta 4 × 100 m | 2. miejsce  | 44,35 |
| 2012 | Mistrzostwa Europy                      | Helsinki       | bieg na 100 m      | półfinał    | 11,43 |
| 2012 | Mistrzostwa Europy                      | Helsinki       | sztafeta 4 × 100 m | 3. miejsce  | 43,06 |

## Rekordy życiowe
| Konkurencja              | Rezultat | Data             | Miejsce    | Uwagi                                                                                     |
| ------------------------ | -------- | ---------------- | ---------- | ----------------------------------------------------------------------------------------- |
| Bieg na 100 metrów       | 11,22    | 16 sierpnia 2008 | Pekin      |                                                                                           |
| Bieg na 200 metrów       | 23,17    | 5 lipca 2008     | Szczecin   |                                                                                           |
| Bieg na 50 metrów (hala) | 6,30     | 25 lutego 2012   | Spała      | były rekord Polski                                                                        |
| Bieg na 50 metrów (hala) | 6,30     | 25 lutego 2012   | Spała      | były rekord Polski                                                                        |
| Bieg na 60 metrów (hala) | 7,20     | 4 marca 2007     | Birmingham | 3. wynik w historii polskiej lekkoatletyki (ex aequo z Ireną Szewińską i Mariką Popowicz) |